# 三澤武徳
三澤 武徳（みさわ たけのり、1954年8月12日 - ）は日本映画の録音技師。東京都出身。東京写真専門学校卒業。

## 代表作

### 映画
| 公開年         | 作品名                                                                                      | 制作（配給）                                                         | 役職     |
| -------------- | ------------------------------------------------------------------------------------------- | -------------------------------------------------------------------- | -------- |
| 1985年6月1日   | 乱                                                                                          | グリニッチ・フィルム ヘラルド・エース （東宝）                       | 録音助手 |
| 1991年12月14日 | ゴジラvsキングギドラ                                                                        | 東宝映画 （東宝）                                                    | 録音助手 |
| 1995年9月9日   | 水の中の八月                                                                                | 『水の中の八月』製作委員会 ヒルヴィラ （『水の中の八月』製作委員会） | 録音     |
| 2001年6月23日  | RUSH!                                                                                       | エルク インフィニティ （スローラーナー）                             | 録音     |
| 2003年3月22日  | 武勇伝                                                                                      | エニライツ （アートポート）                                          | 録音     |
| 2006年6月10日  | 猫目小僧                                                                                    | アートポート 松竹 （アートポート）                                   | 録音     |
| 2016年12月10日 | 仮面ライダー平成ジェネレーションズ Dr.パックマン対エグゼイド&ゴーストwithレジェンドライダー | 東映テレビ・プロダクション （東映）                                  | 録音助手 |

### テレビドラマ
- あぶない刑事（1986年 - 1987年）- 録音助手
- 超星艦隊セイザーX（2005年 - 2006年）
- 仮面ライダービルド（2017年 - 2018年）
- 仮面ライダージオウ（2018年 - 2019年）
- 仮面ライダーゼロワン（2019年 - 2020年）
- 仮面ライダーセイバー（2020年 - 2021年）
- 仮面ライダーギーツ（2022年 - 2023年）- 録音助手